# روبرتو المندی
روبرتو المندی (انگلیسی: Roberto Allemandi؛ زادهٔ ۱ اوت ۱۹۱۲) بازیکن فوتبال اهل آرژانتین است.
از باشگاه‌هایی که در آن بازی کرده‌است می‌توان به باشگاه فوتبال آ.اس. رم و باشگاه فوتبال ونتزیا اشاره کرد.